# Банг, Каролина
Каролина Эррера Банг (исп. Carolina Herrera Bang; род. 21 сентября 1985 Санта-Крус-де-Тенерифе, Канарские острова, Испания) — испанская актриса театра и кино. Имеет норвежские корни. Её самая известная роль — циркачка в фильме «Печальная баллада для трубы» (2010) режиссёра Алекса де ла Иглесиа, за которую она была номинирована на «премию Гойя» 2011 года в номинации «Лучший женский актёрский дебют».

## Карьера
Родилась в 1985 году на острове Тенерифе, переехала с семьей в Мадрид, когда ещё была маленькой девочкой. Изучала архитектуру в Мадридском политехническом университете, и одновременно училась актёрскому мастерству.
В 2005 году, Каролина Банг начала свою профессиональную карьеру, работая в театре. В течение 2007 и 2008 годов, она снялась в нескольких короткометражных фильмах, а затем в период с 2008 по 2009 годы в телесериале «Pluto B.R.B. Nero» Алекса де ла Иглесиа, где сыграла роль андроида Лорны. В то же время, она снималась в популярных сериалах «Люди Пако» и «Los exitosos Pells».
В 2010 году актриса сыграла роль в фильме «Печальная баллада для трубы» Алекса де ла Иглесиа. Так как она играла воздушную гимнастку, её роль потребовала серьёзной физической подготовки. Каролина в конечном итоге была номинирована на «XXV премию Гойя» (2011 год) в номинации «Лучший женский актёрский дебют»
В 2011 году Банг снялась с Антонио Ресинесом и Марией Барранко в фильме «Кинжал Распутина», а также была приглашена в качестве гостя в телесериал «Аида». Каролина также подтвердила, что будет играть главную роль в новом сезоне сериала канала Telecinco — «Земля волков». В том же 2011 году снялась в фильме «Последняя искра жизни».
В 2013 году сыграла роль Евы, молодой ведьмы в комедии «Ведьмы из Сугаррамурди».

## Личная жизнь
Кроме родного испанского языка, свободно говорит на английском и изучает немецкий и китайский языки. Она заявила, что любит смотреть такие фильмы, как «Заводной апельсин» и «Дикие сердцем» перед сном. Банг часто называют одной из самых красивых женщин Испании..
В июне 2014 года Каролина вышла замуж за режиссёра Алекса де ла Иглесия (род. 1965).

## Награды и номинации
| Год  | Премия        | Категория                      | Работа                      | Результат |
| ---- | ------------- | ------------------------------ | --------------------------- | --------- |
| 2011 | Премия «Гойя» | Лучший женский актёрский дебют | Печальная баллада для трубы | Номинация |